# Halánték

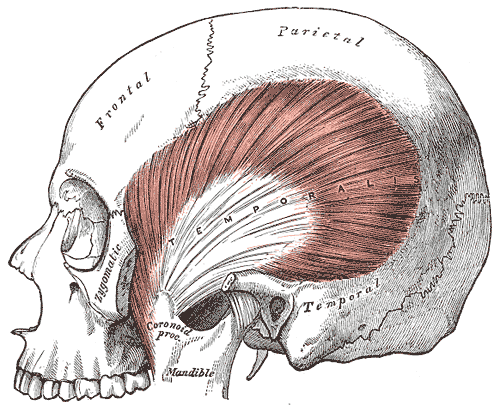
A halántékizom (musculus temporalis).

A halánték az emberi fej oldalsó, fül fölötti része. Csontos alapját a halántékcsont pikkelyrésze (squama temporalis) alkotja, amelynek megfelelően csontos koponyán egy árok (fossa temporalis) található, aminek alsó határa a járomív, illetve a koponyacsonton ennek magasságában lévő taraj. A halántékárokban egy erős rágóizom a halántékizom (musculus temporalis) ered, amely egyben ki is tölti azt. Az izom a járomív alatt áthaladva az alsó állcsont (mandibula) koronanyúlványán tapad. Az izom az alsó állkapcsot elsősorban emeli (szájzárás, harapás), de az izom legyező alakjából adódóan hátsó rostjai révén azt hátrahúzni is képes, illetve a kétoldali izom alternatív összehúzódásaival a fogsorok őrlő mozgásaihoz is hozzájárul. A többi rágóizomhoz hasonlóan a háromosztatú ideg (nervus trigeminus) mozgató ága (ramus masticatorius) idegzi be. Rendkívül erős és feszes izompólyája van, részben izomrostok is erednek róla. A tájék onnan kapta a nevét (tempus, tempora = idő), hogy az idő (kor) előhaladtával a haj itt kezd először őszülni. ("Egy tisztes őszes halánték" stb.)